# 犬を飼う
『犬を飼う』（いぬをかう）は、谷口ジローによる日本の漫画作品、並びに同作品を標題とした単行本の書名である。 1992年に、第37回小学館漫画賞審査員特別賞を受賞した。

## 概説
実体験を基に老いた愛犬の死までを丹念に描いた、40頁超の長編読み切り作品である。谷口ジローから愛犬を看取った話を聞いた担当編集者は、谷口ジローの犬の生涯を支え続けたという達成感を見て、漫画化すべきと確信したという。続編となる『そして…猫を飼う』、『庭のながめ』及び『三人の日々』の猫三部作と合わせ、『犬を飼う』シリーズと呼ばれる。いずれも動物と人間の心のつながりやふれあいを主題としている。生前に「決定版」の編集者がシリーズの新作を打診したところ、前日譚なら描けるかもしれないと前向きだったという。

## 初出
本作は、ビッグコミック第24巻第13号（1991年6月25日（12）号）で発表された。

## 単行本
日本語
本作を表題とした単行本は四たび刊行されている。先ずは、『犬を飼う』シリーズ4作品に、同じく動物が登場する『約束の地』を収録し1992年に刊行、同じ内容で2002年に文庫本化された。2009年には谷口ジロー選集の一書として前述の5作品に動物が登場する『百年の系譜』など7作品の合冊が、2018年には『犬を飼う』シリーズに『百年の系譜』を加えた5作品を、新たに製版し多色の頁も忠実に再現するなどの施しをした「決定版」が刊行された。
- 『犬を飼う』小学館〈ビッグコミックススペシャル〉、1992年10月24日。ISBN 4-09-183711-5。 NCID BN14509646。OCLC 674879511。全国書誌番号:93008187。
- 『犬を飼う』小学館〈小学館文庫〉、2002年1月1日。ISBN 4-09-415001-3。 NCID BB25214956。OCLC 676142600。全国書誌番号:20228730。
- 『谷口ジロー選集 犬を飼うと12の短編』小学館〈ビッグコミックススペシャル〉、2009年10月5日。ISBN 978-4-09-182683-1。 NCID BB06307120。OCLC 675518929。全国書誌番号:21666680。
- 『犬を飼う そして…猫を飼う』小学館、2018年7月4日。ISBN 978-4-09-179256-3。 NCID BB26998501。OCLC 1050214596。全国書誌番号:23076634。

中国語
- 『親親狗寶貝』時報文化出版企業、1999年1月。ISBN 9571329940。OCLC 816165776。
- 『先養狗，然後……養了貓。』大塊文化出版、2021年7月1日。ISBN 9789865549992。OCLC 1341191390。

イタリア語
- Allevare un cane e altri racconti. Planet Manga. Panini. 2003年12月. ISBN 888343207X. OCLC 799354923。
- Allevare un cane e altri racconti. Jiro Taniguchi collection. Panini. 2011年4月1日. ISBN 9788883432071. OCLC 799354923。
- Allevare un cane e altri racconti. Taniguchi Deluxe Collection. Panini. 2019年1月25日. ISBN 9788891286833. OCLC 1153180278。

スペイン語
- Tierra de sueños. Ponent Mon. 2004年. ISBN 84-96427-11-0. OCLC 433240191。
- Mascotas Un paseo en compañía. Ponent Mon. 2020年10月21日. ISBN 9788417318918. OCLC 1335663085。

フランス語
- Terre de rêves. Casterman. 2005年3月24日. ISBN 2-203-39619-9. NCID BA81817633. OCLC 469960909。

朝鮮語
- 『개를 기르다』청년사、2005年9月26日。ISBN 89-7278531-8。OCLC 1077671456。
- 『개를 기르다 그리고... 고양이를 기르다』문학동네、2022年12月7日。ISBN 978-89-546-8551-1。

ドイツ語
- Träume von Glück. Carlsen. 2008年9月. ISBN 978-3-551-77659-4. OCLC 434506012。

## 脚註

### 註釈
1. ↑  小学館に所属する『ビッグコミック』編集者の佐藤敏章[4]。
2. ↑  小学館に所属する『犬を飼う そして…猫を飼う』編集者の今本統人[5]。
3. ↑  書名を変えたのは、猫三部作が認知されてこなかったからだという[5]。